# Papiro 103
O Papiro 103 ({\displaystyle {\mathfrak {P}}}103) é um antigo papiro do Novo Testamento que contém fragmentos dos capítulos treze e catorze do Evangelho de Mateus (13:55-56; 14:3-5).